# 61384 Arturoromer
61384 Arturoromer è un asteroide della fascia principale. Scoperto nel 2000, presenta un'orbita caratterizzata da un semiasse maggiore pari a 2,4078222 au e da un'eccentricità di 0,1946362, inclinata di 2,23139° rispetto all'eclittica.
L'asteroide è dedicato allo svizzero Arturo Romer.